# His Hand in Mine
His hand in mine es el duocécimo álbum de estudio del músico y cantante estadounidense Elvis Presley, publicado por la compañía discográfica RCA Victor en noviembre de 1960. El álbum, el primero de tres discos de música gospel que Presley publicó en vida, fue grabado entre el 30 y 31 de octubre de 1960 en el RCA Studio B de Nashville, Tennessee. Alcanzó el puesto 13 en la lista estadounidense Billboard 200 y fue certificado disco de platino por la RIAA en 1992.

## Contenido
Presley tuvo una pasión fundamental por la música de iglesia, y a menudo la utilizaba para ensayar antes de los conciertos o a comienzos de una sesión de grabación. Previamente, Presley había dedicado un EP, Peace in the Valley, a su amor por las canciones gospel, y estaba ansioso por grabar un álbum completo de canciones de este tipo. Dicho álbum encajó con los planes de Tom Parker, representante de Presley, para dirigir a su cliente a un ambiente más familiar después de dirigir su carrera al estrellato con las películas de Hollywood.
Todas las canciones de His Hand in Mine fueron completadas en una sesión de catorce horas de grabación. Los temas "Surrender" y "Crying in the Chapel" fueron grabados durante esta sesión, pero por alguna razón fueron archivados para ser publicados como sencillos. "Surrender" fue su primer sencillo de éxito en 1961 y llegó al primer puesto de la lista Billboard Hot 100, pero "Crying in the Chapel" tuvo que esperar su publicación hasta abril de 1965, y solo llegó al tercer puesto de la lista. Más adelante, Presley regrabó "Swing Down Sweet Chariot" para la banda sonora de su película The Trouble with Girls.
En 1976, RCA Victor reedittó el álbum en vinilo con número de catálogo ANL1-1319. La reedición incluyó un diseño de portada diferente, y las fotos de la contraportada fueron reemplazadas por la publicidad de otros álbumes disponibles en RCA.
En 2008, RCA reeditó una versión remasterizada del álbum en disco compacto, con las cuatro canciones del EP Peace in the Valley como temas extra. 

## Lista de canciones
| Cara A |                                    |                 |          |  |
| N.º    | Título                             | Escritor(es)    | Duración |  |
| 1.     | «His Hand In Mine»                 | Mosie Lister    | 3:15     |  |
| 2.     | «I'm Gonna Walk Dem Golden Stairs» | Cully Holt      | 1:50     |  |
| 3.     | «In My Father's House»             | Aileene Hanks   | 2:03     |  |
| 4.     | «Milky White Way»                  | Landers Coleman | 2:12     |  |
| 5.     | «Known Only to Him»                | Stuart Hamblen  | 2:07     |  |
| 6.     | «I Believe in the Man in The Sky»  | Richard Howard  | 2:11     |  |

| Cara B |                             |                            |          |  |
| N.º    | Título                      | Escritor(es)               | Duración |  |
| 1.     | «Joshua Fit the Battle»     | Tradicional                | 2:39     |  |
| 2.     | «He Knows Just What I Need» | Mosie Lister               | 2:12     |  |
| 3.     | «Swing Down Sweet Chariot»  | Tradicional                | 2:32     |  |
| 4.     | «Mansion Over the Hilltop»  | Ira Stanphill              | 2:55     |  |
| 5.     | «If We Never Meet Again»    | Albert E. Brumley          | 1:58     |  |
| 6.     | «Working on the Building»   | W.O. Hoyle, Lillian Boulas | 1:52     |  |

| Temas extra (reedición de 2008) |                                              |                                                     |          |  |
| N.º                             | Título                                       | Escritor(es)                                        | Duración |  |
| 13.                             | «(There'll Be) Peace in the Valley (For Me)» | Thomas A. Dorsey                                    | 3:22     |  |
| 14.                             | «It Is No Secret (What God Can Do)»          | Stuart Hamblen                                      | 3:53     |  |
| 15.                             | «I Believe»                                  | Ervin Drake, Irvin Graham, Jimmy Shirl, Al Stillman | 2:05     |  |
| 16.                             | «Take My Hand, Precious Lord»                | Thomas A. Dorsey                                    | 3:16     |  |

## Personal
- Elvis Presley: voz y guitarra acústica
- The Jordanaires: coros
- Boots Randolph: saxofón
- Scotty Moore: guitarra eléctrica
- Hank Garland: guitarra acústica
- Floyd Cramer: piano
- Bob Moore: contrabajo
- D.J. Fontana, Buddy Harman: batería